# آزتلان‌خرگوشک‌ها
آزتلان‌خرگوشک‌ها (نام علمی: Aztlanolagus) یک سرده منقرضشده از خرگوش‌ها است که در دوره کواترنر در مناطق جنوبی تا جنوب غربی ایالات متحده و شمال مکزیک کنونی زندگی می‌کرد. Aztlanolagus agilis در حال حاضر تنها گونه شناخته شده است، اگرچه تفاوت بین فسیل‌های بازیابی‌شده نشان می‌دهد که احتمالاً گونه‌های دیگری نیز وجود داشته است. نام عمومی به آزتلان، مکان افسانه‌ای خاستگاه مردم ناوا که در روایت‌های اسطوره‌شناسی آزتک‌ها و دیگر گروه‌های ناوا ثبت شده است، اشاره دارد. طبق برخی سنت‌ها، این مکان افسانه‌ای در مناطق مرزی جنوب غربی ایالات متحده و در کنار شمال مکزیک قرار دارد.
سن فسیل‌ها از پلیوسن و پلیستوسن (سن‌های Blancan تا Rancholabrean پستانداران خشکی آمریکای شمالی) متغیر است. پراکندگی شناخته‌شده از جنوب شرقی آریزونا (منطقه جزایر آسمان مادرئن)، تا مرکز تگزاس و از مرکز کلرادو تا جنوب چیهواهوا است.